# Ízhuapa
Ízhuapa är en ort i Mexiko.   Den ligger i kommunen Zoquitlán och delstaten Puebla, i den sydöstra delen av landet, 250 km sydost om huvudstaden Mexico City. Ízhuapa ligger 2 185 meter över havet och antalet invånare är 762.